# Allium rubens
Allium rubens là một loài thực vật có hoa trong họ Amaryllidaceae. Loài này được Schrad. ex Willd. mô tả khoa học đầu tiên năm 1809.